# Slaget om Arnhem
Slaget vid Arnhem var en del av Operation Market Garden som utkämpades i och omkring de holländska städerna Arnhem, Oosterbeek, Wolfheze, Driel och den omgivande landsbygden mellan 17 och 26 september 1944.
Efter de allierades framryckning genom Frankrike och Belgien under sommaren 1944 var de redo att gå in i Nederländerna. Fältmarskalk Sir Bernard Montgomery ville göra ett framstöt norrut över floden Rhen så att den andra brittiska armén kunde kringgå den tyska Siegfriedlinjen och anfalla Ruhrområdet. För detta ändamål inledde de allierade Operation Market Garden den 17 september. Luftburna trupper landsattes i Nederländerna för att säkra viktiga broar och städer längs de allierades framryckning. Längst norrut landsattes den brittiska 1st Airborne Division, med stöd från Glider Pilot Regiment och 1. Samodzielna Brygada Spadochronowa, vid Arnhem för att säkra broarna över Nederrijn. Då man tidigare förväntade sig en promenadseger planerade den brittiska XXX Corps att ta sig till de brittiska luftstyrkorna inom två till tre dagar.
De brittiska styrkorna landsteg en bit bort från sina mål och blev snabbt anfallna av ett oväntat motstånd – i synnerhet från delar av pansardivisionerna 9:e SS och 10:e SS. Endast en liten styrka lyckades ta sig till Arnhems bro medan huvuddelen av divisionen stoppades i utkanten av staden. Samtidigt kunde inte XXX Corps rycka fram norrut så snabbt som förväntat och misslyckades med att undsätta de luftburna trupperna enligt planen. Efter fyra dagar blev den lilla brittiska styrkan vid bron övermannad och resten av divisionen blev instängd i en liten ficka norr om floden - där de inte kunde få tillräcklig förstärkning från polackerna eller XXX Corps när dessa anlände till den södra stranden, och inte heller få flygförnödenheter från RAF. Efter nio dagars strider fick resterna av de luftburna styrkorna dra sig tillbaka under Operation Berlin.
Utan säkra broar över Nederrijn kunde de allierade inte gå vidare och stabilisera frontlinjen söder om Arnhem. 1st Airborne Division hade förlorat nästan tre fjärdedelar av sin styrka och fick aldrig mer delta i nya strider.